# Eulophomorpha flavicornis
Eulophomorpha flavicornis är en stekelart som beskrevs av Alan Parkhurst Dodd 1915. Eulophomorpha flavicornis ingår i släktet Eulophomorpha och familjen finglanssteklar.
Artens utbredningsområde är Nigeria. Inga underarter finns listade i Catalogue of Life.